# Hep Cats

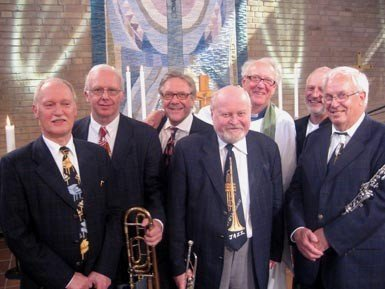
Hep Cats och Nils-Göran Wetterberg. Från TV-inspelning av "JAZZ å GUD" maj 2007 i Bollmoradalens kyrka. Från vänster: Per Larsson, Stephan Lindstein, Jan Bergnér, Jack Lidström, Charlie Lidström, Nils-Göran Wetterberg, Totte Ahlberg.

Hep Cats var en svensk dixielandorkester under ledning av trumpetaren Jack Lidström. Orkestern firade 2007 60-årsjubileum. 

## Medlemmar
- Jack Lidström – trumpet och kornett
- Torsten "Totte" Ahlberg – klarinett
- Stephan Lindstein – trombon
- Per Larsson – piano
- Jan Bergnér – kontrabas
- Karl-Johan Lidström – trummor